# Morlockia williamsi
Espèce
Synonymes
- Speleonectes williamsi Hartke, Koenemann & Yager, 2011

Morlockia williamsi est une espèce de rémipèdes de la famille des Morlockiidae.

## Distribution
Cette espèce est endémique de Grand Bahama aux Bahamas. Elle se rencontre dans la grotte Sagittarius Cave dans l'océan Atlantique.

## Étymologie
Cette espèce est nommée en l'honneur de Dennis Williams (1943–2005).

## Publication originale
- Hartke, Koenemann & Yager, 2011 : Speleonectes williamsi, a new species of Remipedia (Crustacea) from the Bahamas. Zootaxa. no 3115, p. 21-28.